# Villabona (Guipúzcoa)
Villabona es un municipio español de la provincia de Guipúzcoa, en la comunidad autónoma del País Vasco.
Villabona se encuentra situada en el Valle del río Oria, que atraviesa la población. Dista 20 km de San Sebastián, cuenta con una población de 5.894 habitantes (2017), repartidos en una extensión de 17,8 km². Limita con los municipios de Aduna, Andoáin, Anoeta, Asteasu, Berástegui, Cizúrquil, Ibarra, Irura y Tolosa.

## Geografía
Integrado en la comarca de Tolosaldea, se sitúa a 20 kilómetros de la capital donostiarra. El término municipal está atravesado por la autovía del Norte N-I entre los pK 441 y 444, así como por la autovía A-15, que permite la comunicación con Pamplona, y la carretera provincial GI-2631, que se dirige a Asteasu. 
El relieve del municipio es montañoso salvo por el valle del río Oria, que cruza el casco urbano de sur a norte y hace de límite municipal con Cizúrquil. Los montes más destacados son Ondolar (435 m), Muñobil (483 m) y Loatzo (636 m). El río Leizarán, afluente del Oria, pasa por el noreste y hace de límite con Andoáin. La altitud del territorio oscila entre los 680 metros al sureste (cerca del monte Belabieta) y los 50 metros a orillas del río Oria. El pueblo se alza a 62 metros sobre el nivel del mar. 
| Noroeste: Cizúrquil y Aduna | Norte: Aduna         | Noreste: Andoáin                                 |
| Oeste: Cizúrquil            |                      | Este: Berástegui (exclave)                       |
| Suroeste: Irura y Anoeta    | Sur: Tolosa e Ibarra | Sureste: Tolosa (exclave) y Berástegui (exclave) |

## Demografía
Villabona cuenta con una población de 5859 habitantes (INE 2024).
| Gráfica de evolución demográfica de Villabona entre 1842 y 2021                                                     |
| |
| Población de derecho según los censos de población del INE Población de hecho según los censos de población del INE |

## Administración y política
Los resultados de 2007 dieron como ganadora a Maixabel Arrieta Galarraga, por parte de EAE-ANV, al conseguir 6 concejalías. EAJ-PNV se quedó muy cerca de lograr el mismo número de concejalías, al lograr solamente 1 menos que la formación ganadora. Tanto PSE-EE como Ezker Batua-Aralar se quedaron más lejos, al obtener una única concejalía, mientras que el Partido Popular no logró representación alguna en el municipio.
En las elecciones municipales de 2011, Bildu (que integran EA, Alternatiba e independientes de la izquierda abertzale) logró la mayoría absoluta. En cambio, en las elecciones municipales de 2015 Bildu se hundió en votos y empató en concejales con el Partido Nacionalista Vasco, que finalmente consiguió hacerse con la alcaldía con el apoyo del Partido Socialista de Euskadi-Euskadiko Ezkerra.
| Partido político                                              | 2015   | 2015       | 2011   | 2011       | 2007   | 2007       | 2003        | 2003        | 1999   | 1999       | 1995   | 1995       | 1991  | 1991       |
| Partido político                                              | %      | Concejales | %      | Concejales | %      | Concejales | %           | Concejales  | %      | Concejales | %      | Concejales | %     | Concejales |
| Euzko Alderdi Jeltzalea-Partido Nacionalista Vasco (EAJ-PNV)  | 47,19  | 6          | 23,83  | 3          | 32,37  | 5          | 71,76       | 10          | 16,19  | 2          | 13,79  | 2          | 10,19 | 1          |
| Euskal Herria Bildu (EH Bildu)-Bildu                          | 41,40  | 6          | 57,84  | 9          | —      | —          | —           | —           | —      | —          | —      | —          | —     | —          |
| Partido Socialista de Euskadi-Euskadiko Ezkerra (PSE-EE PSOE) | 7,37   | 1          | 7,18   | 1          | 9,57   | 1          | 10,89       | 1           | 3,07   | 0          | 4,42   | 0          | 5,52  | 0          |
| Partido Popular del País Vasco (PP)                           | —      | —          | 4,63   | 0          | 4,84   | 0          | 8,59        | 1           | 4,71   | 0          | —      | —          | —     | —          |
| Ezker Batua-Berdeak (EB-B)                                    | —      | —          | 2,95   | 0          | 7,97   | 1          | 7,11        | 1           | 0,78   | 0          | —      | —          | —     | —          |
| Eusko Abertzale Ekintza-Acción Nacionalista Vasca (EAE-ANV)   | —      | —          | —      | —          | 42,48  | 6          | —           | —           | —      | —          | —      | —          | —     | —          |
| Euskal Herritarrok (EH)-Herri Batasuna (HB)                   | —      | —          | —      | —          | —      | —          | Ilegalizado | Ilegalizado | 37,15  | 6          | 27,31  | 4          | 29,00 | 4          |
| Eusko Alkartasuna (EA)                                        | —      | —          | —      | —          | —      | —          | Con PNV     | Con PNV     | 36,04  | 5          | 12,51  | 1          | 16,07 | 2          |
| Bidean                                                        | —      | —          | —      | —          | —      | —          | —           | —           | —      | —          | 40,24  | 6          | —     | —          |
| Euskadiko Ezkerra (EE)                                        | PSE-EE | PSE-EE     | PSE-EE | PSE-EE     | PSE-EE | PSE-EE     | PSE-EE      | PSE-EE      | PSE-EE | PSE-EE     | PSE-EE | PSE-EE     | 38,00 | 6          |

## Historia

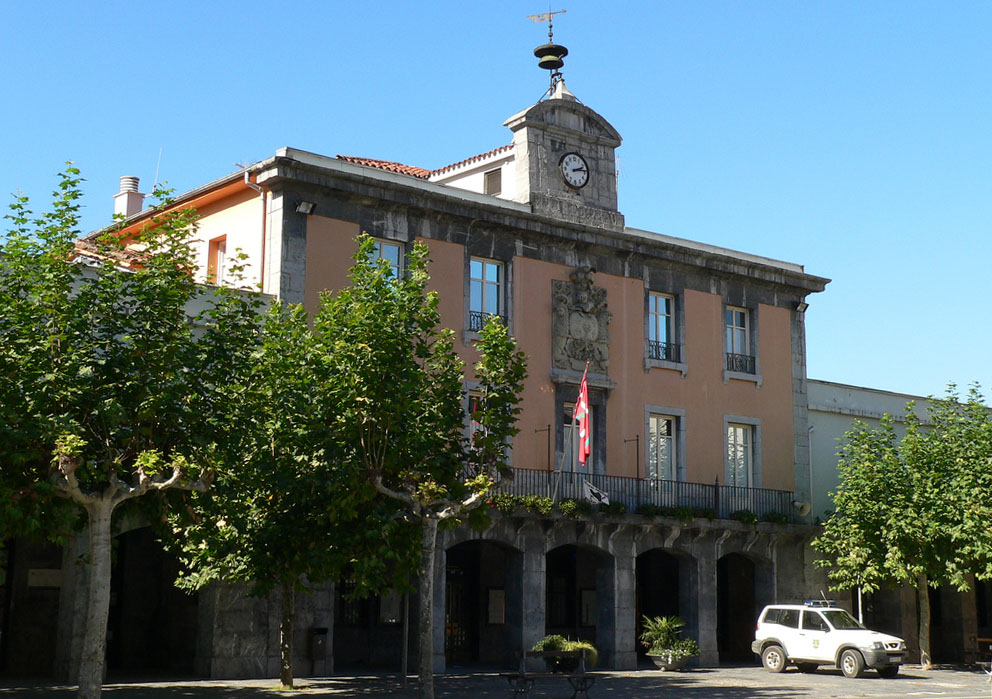
La casa consistorial, sede del Ayuntamiento de Villabona

Villabona derivó de la antigua y anterior población de Amasa, hoy barrio de la villa. En fecha desconocida, ambas formaban una comunidad que utilizaba conjuntamente la parroquia de San Martín, los montes concejales, la herrería, el molino y los caminos.
Amasa se une a Tolosa en el año 1385. No se sabe con certeza si Villabona formó vecindad con ésta, aunque sí la representaba en las Juntas Generales de Guipúzcoa, dado que Villabona obtuvo el título de villa a finales del siglo XV.
Dentro del término municipal de Villabona, ETA realizó el primer asesinato de su historia en junio de 1968.

## Cultura

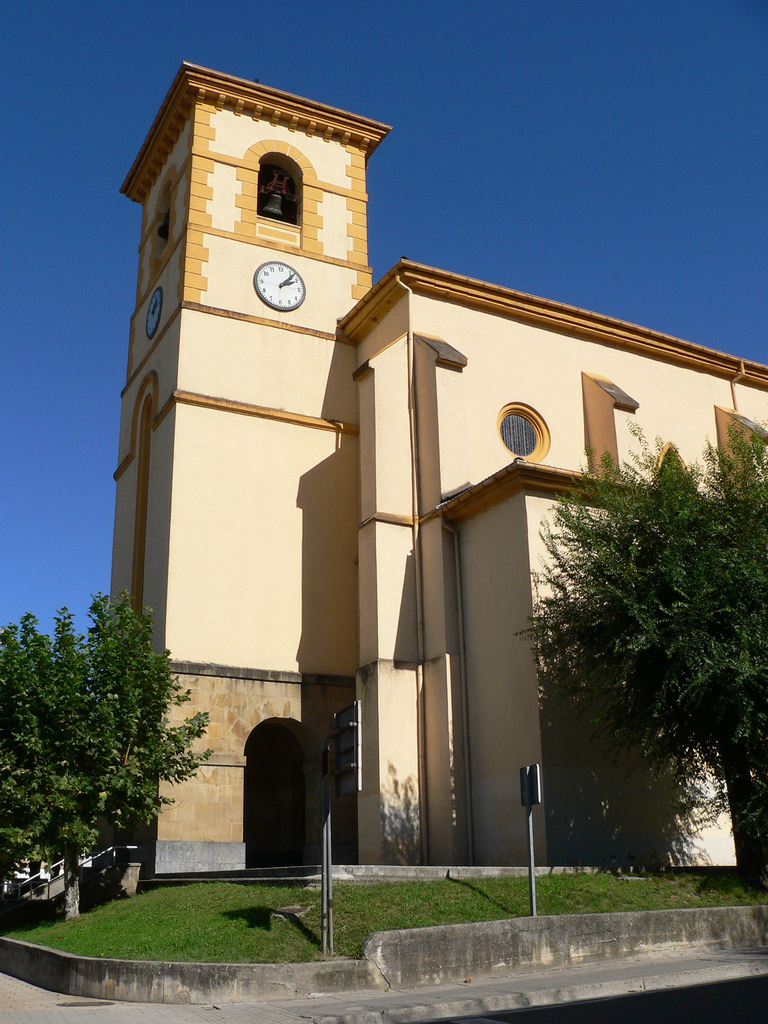
Iglesia del Sagrado Corazón de Jesús

### Patrimonio
Dentro del casco urbano sobresalen interesantes edificios:
- La casa consistorial, que data del siglo XIX (la primitiva fue quemada en 1812 por haber sido cuartel de las tropas francesas en la guerra de la Independencia). Destaca en su fachada un gran escudo heráldico de estilo barroco de la villa.
- La iglesia parroquial bajo advocación del Sagrado Corazón de Jesús.

En el núcleo de Amasa, se levanta la iglesia parroquial de San Martín de Tours, construida entre los siglos XVI y XVIII, es de planta de salón.

### Fiestas
Las fiestas patronales de Villabona celebran la festividad de Santiago Apóstol, el 25 de julio. En Amasa, se celebra a San Isidro, el día 15 de mayo y a San Martín el 11 de noviembre. Durante estas fiestas se realiza el "Oilasko-Joku", en el que un mozo, con los ojos vendados y una espada, debe cortar la cabeza a un pollo.

### Deporte

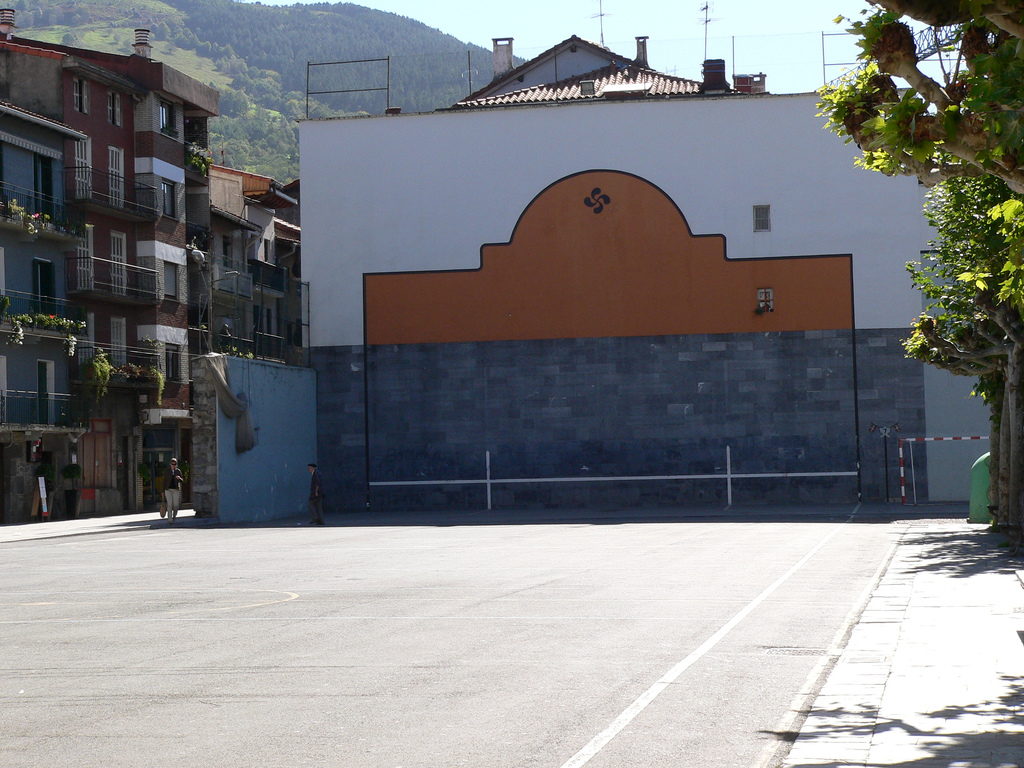
Plaza de Rebote

Sobresale en la villa el ejercicio del "rebote", especialidad de la pelota vasca, del que se celebran sendos campeonatos durante los meses de julio y septiembre.

## Personas destacadas

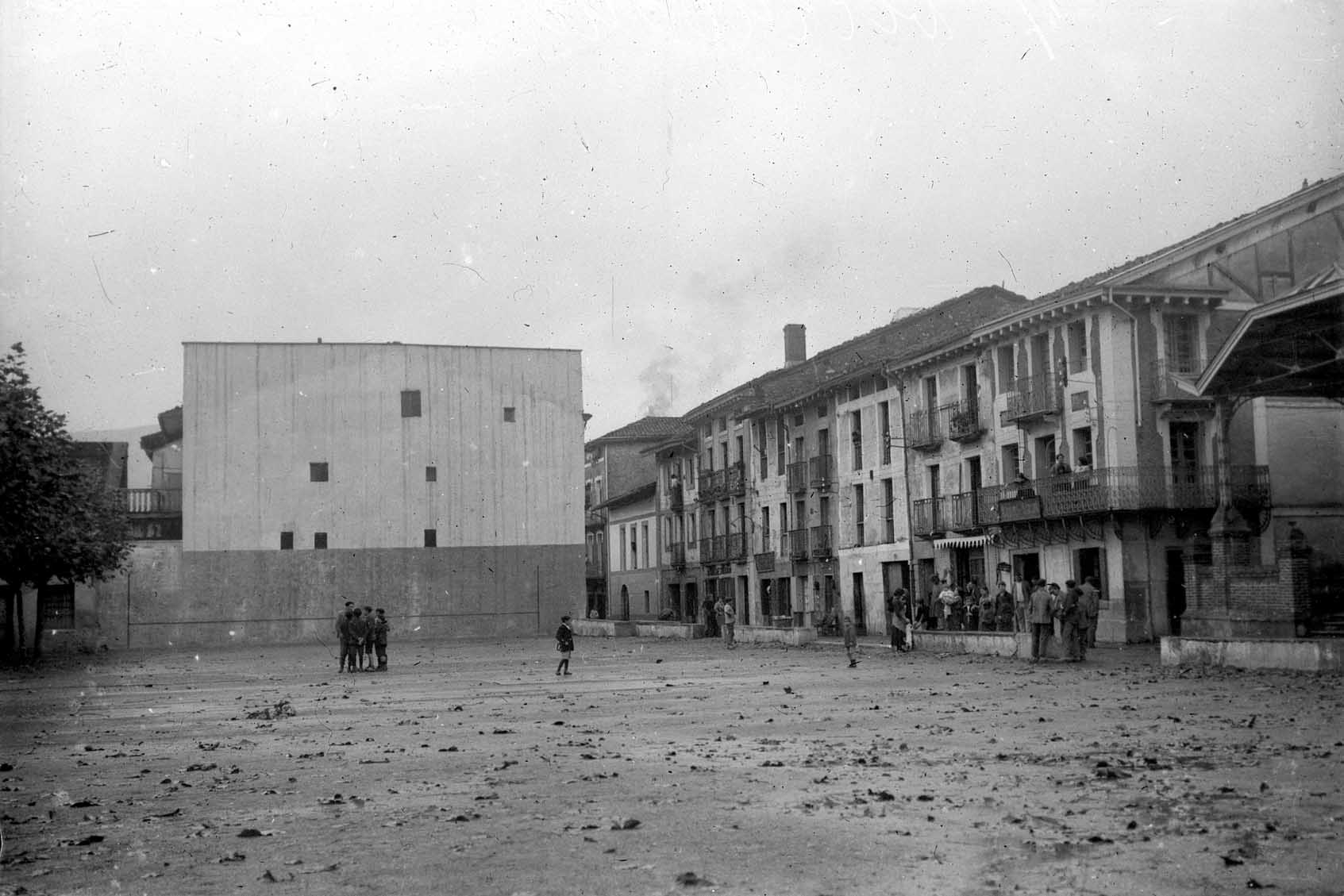
Frontón a principios del siglo XX. Fotografía: Indalecio Ojanguren